# Ochandio
Ochandio es una localidad del partido de San Cayetano de la provincia de Buenos Aires, Argentina,
Se encuentra a 16 km al oeste de la ciudad de San Cayetano, a través de la ruta provincial 85.

## Población
Cuenta con 51 habitantes (Indec, 2010), lo que representa un descenso del 38 % frente a los 82 habitantes (Indec, 2001) del censo anterior.
| Gráfica de evolución demográfica de Ochandio entre 1991 y 2010 |
|                                                                |
| Fuente: Censos nacionales del INDEC                            |

## Historia
Al igual que otros pueblos, al inaugurarse la estación de ferrocarril en octubre de 1907, rápidamente se inició el asentamiento de pobladores en su alrededor. Hacia la mitad del siglo la localidad contaba con la infraestructura básica para su desarrollo: Almacenes, talleres, acopio de cereales, hoteles, expendio de combustibles, entre otros, inaugurándose una escuela primaria y se crea el Sportivo Ochandio Club. La posterior desaparición del FFCC asestó un duro golpe al desarrollo de la localidad. La escuela Nª11 Fray Luis Beltrán, el jardín de infantes y la iglesia del Sagrado Corazón, se cuentan entre las entidades vigentes.

## Lugares de Interés
Campo de Combate Sol de Mayo: Rememora un enfrentamiento ocurrido 1857 entre las huestes indígenas y los soldados comandados por el coronel Benito Machado. La referencia se encuentra en un establecimiento privado de las cercanías. Previamente estos campos constituían la Estancia "Sol de Mayo", del coronel Narciso del Valle, edecán de Rosas, quien falleciera el 6 de agosto de 1849, a raíz de una penosa enfermedad, en esta Estancia.
Allí se realiza en noviembre la fiesta de la salchicha parrillera. 